# Свердловский район (Горький)
Свердловский район — административная единица города Горького в 1930—1956 годах.

## История
Создан 27 мая 1930 года на базе Городского района Большого Нижнего Новгорода. Первоначально занимал всю Нагорную часть тогдашнего города.
В 1935 году часть территории Свердловского района была выделена для создания новых Куйбышевского и Мызинского районов.
В 1936 году часть территории передана вновь образованному Ждановскому району.
В мае 1956 года Свердловский район был упразднён, а его территория вошла в состав вновь образованного Советского района (ныне — Нижегородский).

## Описание
С 1936 по 1956 год район имел следующие границы: Кремль, набережная имени А. Жданова, площадь Н. Нариманова, улица Полевая, площадь Первого Мая, Почаинский овраг. В Свердловском районе располагалась улица Свердлова — нынешняя пешеходная Большая Покровская.
Свердловский район охватывал самую старую часть города с его ядром-кремлём, вдоль стены которого, выходящей к площади Минина и Пожарского, где в прошлом располагался Верхний посад. Он являлся центральным районом Горького тех лет — средоточие областных организаций, учебных заведений и культурно-просветительных учреждений. Район выделяется также своими историческими местами и памятниками архитектуры. Крупных промышленных предприятий здесь не было (промышленное значение района ограничивалось кондитерской фабрикой «Красный Октябрь» и некоторыми другими предприятиями местной промышленности).